# Éléonore de Mantoue (1493-1550)
 (avril 2018).
Si vous disposez d'ouvrages ou d'articles de référence ou si vous connaissez des sites web de qualité traitant du thème abordé ici, merci de compléter l'article en donnant les références utiles à sa vérifiabilité et en les liant à la section « Notes et références ».
Éléonore de Mantoue , née à Mantoue le 31 décembre 1493, morte à Urbino le 13 février 1570 ,, est la fille de François II de Mantoue (1466-1519) et d'Isabelle d'Este (1474-1539).

## Biographie

### Fiançailles et mariage
En 1497, Éléonore est fiancée à son cousin Maximilien Sforza, fils de Ludovic Sforza (1452-1510) et Béatrice d'Este (1475-1497), mais le mariage n'aboutit pas. Elle épouse finalement François Marie Ier della Rovere, fils adoptif des Montefeltro, à Rome le 25 septembre 1509.

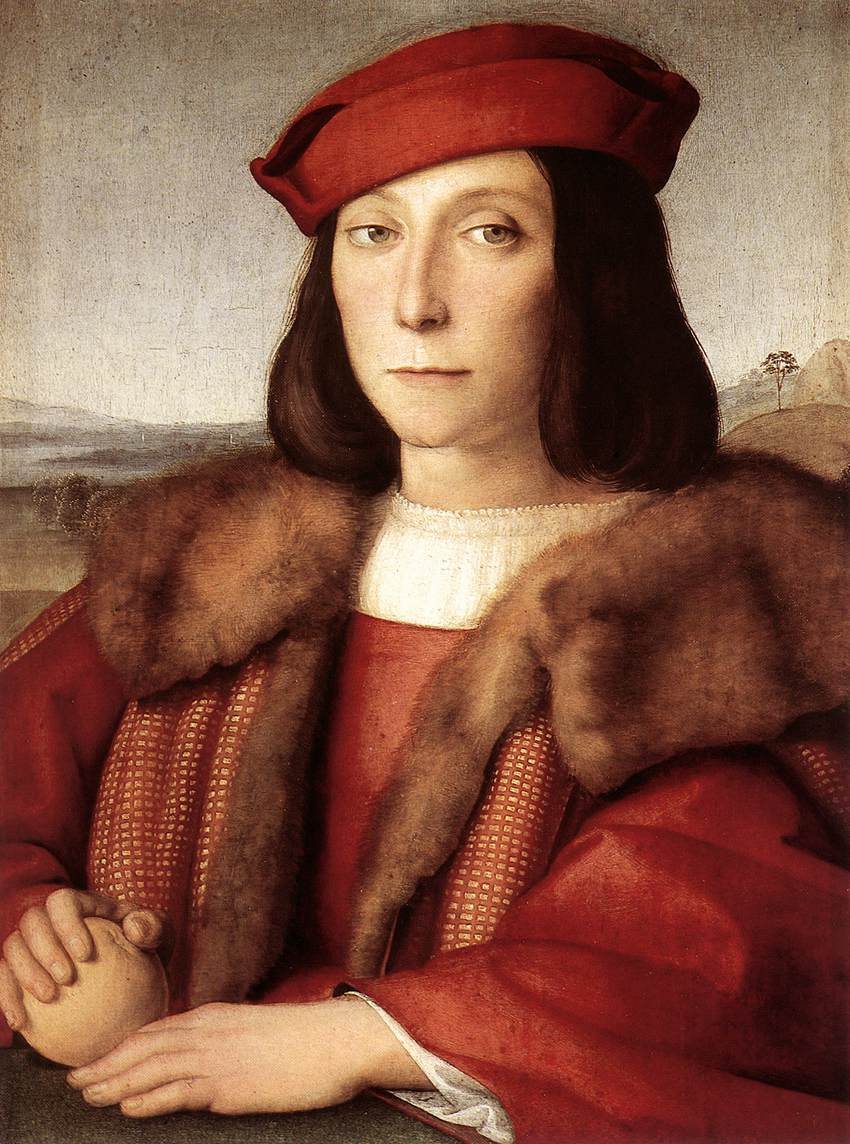
François Marie Ier della Rovere.

La dot du mariage était de 30 000 ducats, c'était peu mais les caisses du royaume étaient vides. Pour compenser la faible dot, la mère d’Éléonore, Isabelle d'Este offrit des colliers de corail, des chaînes en or, en émaux, en saphirs et d'autres pierres précieuses.
De son union avec François naissent douze enfants :
- Guidobaldo II (1514-1574), duc d'Urbino, épouse Giulia da Varano puis Victoire Farnèse,
- Ippolita (1525-1561) qui épouse, en 1531, le prince Antoine d'Aragon, duc de Montalto,
- Elisabetta (1529-1561) qui épouse, en 1552, le prince Alberico Ier Cybo-Malaspina, marquis de Massa et prince de Carrare,
- Giulia (1531-1563) qui épouse en 1549 Alphonse d'Este, marquis de Montecchio, fils d'Alphonse Ier d'Este, duc de Modène,
- Giulio (1533-1578), cardinal en 1547, archevêque de Ravenne et d'Urbino,
- et sept enfants morts âgés de un à trois ans.

En juin 1516 la famille doit quitter son duché d'Urbino, chassée par le nouveau pape Léon X qui veut transmettre le duché à son neveu Laurent II de Médicis. Ruinés, ils se retirent à Ferrare, fief de la famille maternelle d'Éléonore. Ils récupèrent finalement le duché en 1522. Elle est régente du duché pendant l'absence de son époux en 1532 . En 1533, Éléonore passe le printemps à Mantoue, auprès de sa mère. Elle y met au monde son second fils. En 1537, elle y retourne de nouveau, de retour de Venise où son mari a récemment été nommé capitaine général des armées de l'empereur, du pape et des seigneurs.
Éléonore est une importante mécène des arts. D'une grande culture, elle est l'amie de Pietro Bembo, de Jacopo Sadoleto, de Baldassare Castiglione, ainsi que de Torquato Tasso. Elle ordonne l'agrandissement de la Villa Impériale de Monte San Bartolo, confiant les travaux à l'architecte Girolamo Genga. Les travaux se terminent en 1540. La villa est un lieu de rencontre pour d'innombrables artistes et intellectuels.
Presque aveugle, elle se retire après son veuvage en 1538 à Urbino avec ses fils. Elle meurt en 1550. Elle est inhumée au monastère Sainte-Claire d'Urbino.

## Portraits
Le Titien peint plusieurs portraits d'elle, dont un en 1537, en même temps que celui de Francesco Maria.